# Sniglar
Sniglar är en organismgrupp med blötdjur som tillhör landlungsnäckorna (Stylommatophora). Sniglar är en allmän benämning för landsnäckor som saknar skal (hus). 
Sniglarna utgör en polyfyletisk grupp av landlevande snäckor. Det vill säga att gruppen omfattar en mängd arter som inte nödvändigtvis är närbesläktade. Deras gemensamma egenskap är att de saknar synligt skal, vilket betyder att snäckorna flera gånger genom evolutionen har reducerat skalet. De flesta arterna har dock kvar skalrester i form av en platta eller korn av kalk under huden. Några fördelar för sniglarna med att inte längre ha något skyddande skal är att de inte är beroende av kalk och dessutom blir smidigare och snabbare.
Djuret är långsträckt och nästan halvcylindriskt. Huvudet är vanligtvis försett med fyra tentakler av vilka de två bakre har ögon. Manteln är framtill köttig, på sidorna fri och baktill finns en fastväxt sköld på främre delen av ryggen. På högra sidan finns en inskärning, där en rund öppning utgör andningshålet/ingången till lungan (därav namnet lungsnäckor). På samma sida sitter tarm- och genitalöppningarna.
Sniglar är hermafroditer.
Sniglar förekommer i många miljöer. Dock är de känsliga mot torka och är därför framför allt nattaktiva. Dagtid gömmer de sig på svala och fuktiga platser. De flesta sniglarna äter levande eller döda växtdelar. Flera arter äter gärna as och några är rovdjur.